# Szklarska Poręba
Szklarska Poręba ou Sklarszka Poreba (prononcé en polonais : /'ʂklarska pɔ'rɛmba/ ; en allemand : Schreiberhau) est une ville du powiat de Jelenia Góra, dans la voïvodie de Basse-Silésie, en Pologne. Située sur le versant nord des monts des Géants, près de la frontière tchèque, c'est l'une des plus populaires stations de ski en Pologne[réf. nécessaire].

## Géographie

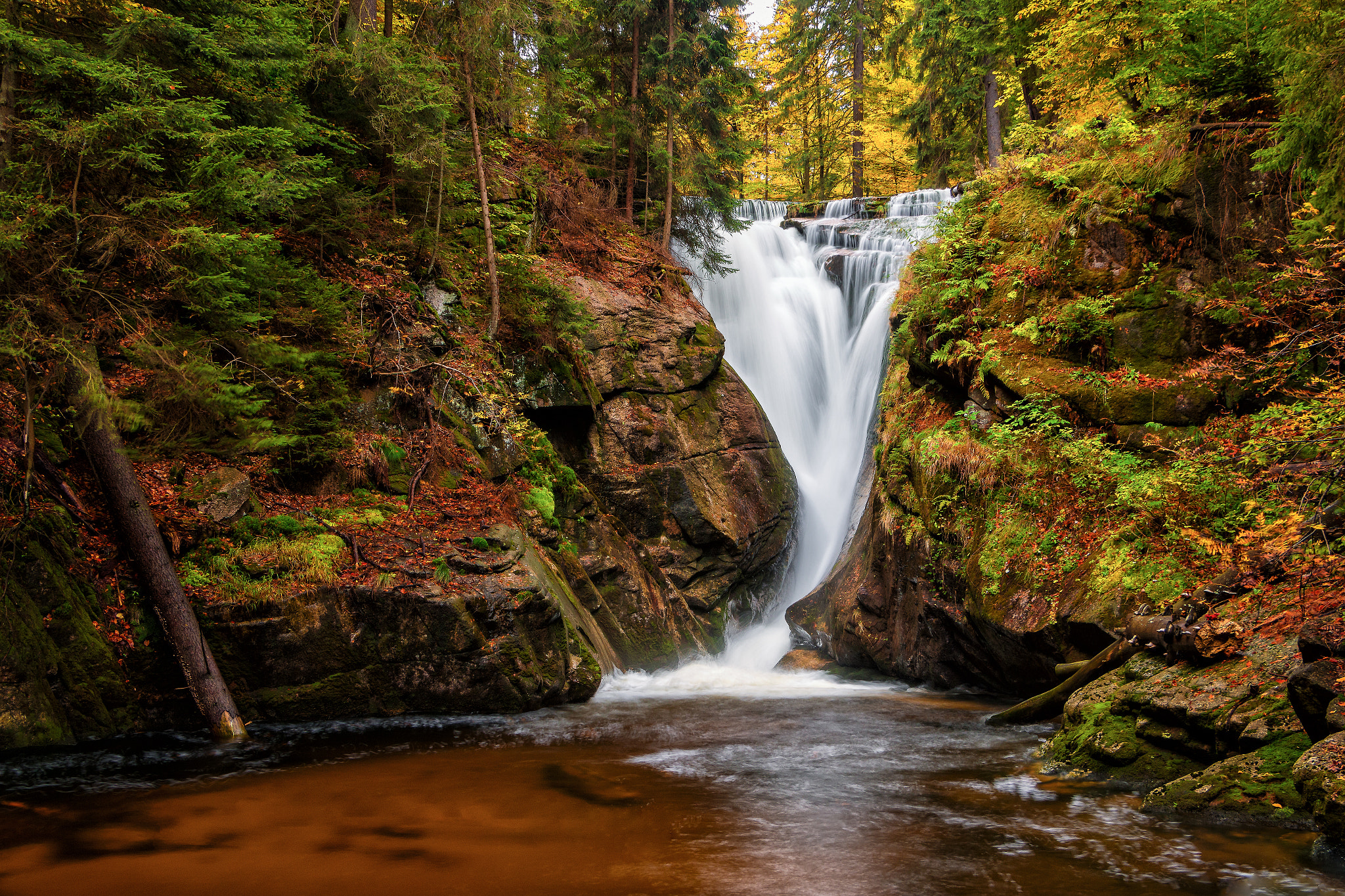
La chute Szklarki.

La ville est située dans les Sudètes de la Basse-Silésie ; le territoire communal de s'étend sur les pentes septentrionales des monts des Géants (Karkonosze) jusqu'aux contreforts des monts de la Jizera à l'ouest. Le point le plus haut est le sommet du mont Szrenica à 1 362 mètres d'altitude. Szklarska Poręba est une étape sur le Sentier principal des Sudètes qui mène de Świeradów-Zdrój à Prudnik.
Le centre-ville se trouve à environ 25 km au sud-ouest de Jelenia Góra. La frontière tchèque est en plus grande partie parallèle à la crête de la montagne, passant entre le village de Jakuszyce et la ville de Harrachov au sud. 

## Histoire
À l'origine du village, une colonie germanique fondée par les chevaliers hospitaliers de calidus fons (Warmbrunn, maintenant Cieplice Śląskie-Zdrój) intéressé par la perspective de trouver de l'or et des pierres précieuses. Les premières mentions de fabriques de verre datent de 1366 puis 1372 qui deviendront par la suite Schribirshau et Schreibershow. À cette époque, les domaines appartenaient au duché de Schweidnitz-Jauer en Silésie qui est devenu un fief de la couronne de Bohême à la mort du duc Bolko II le Petit en 1368.

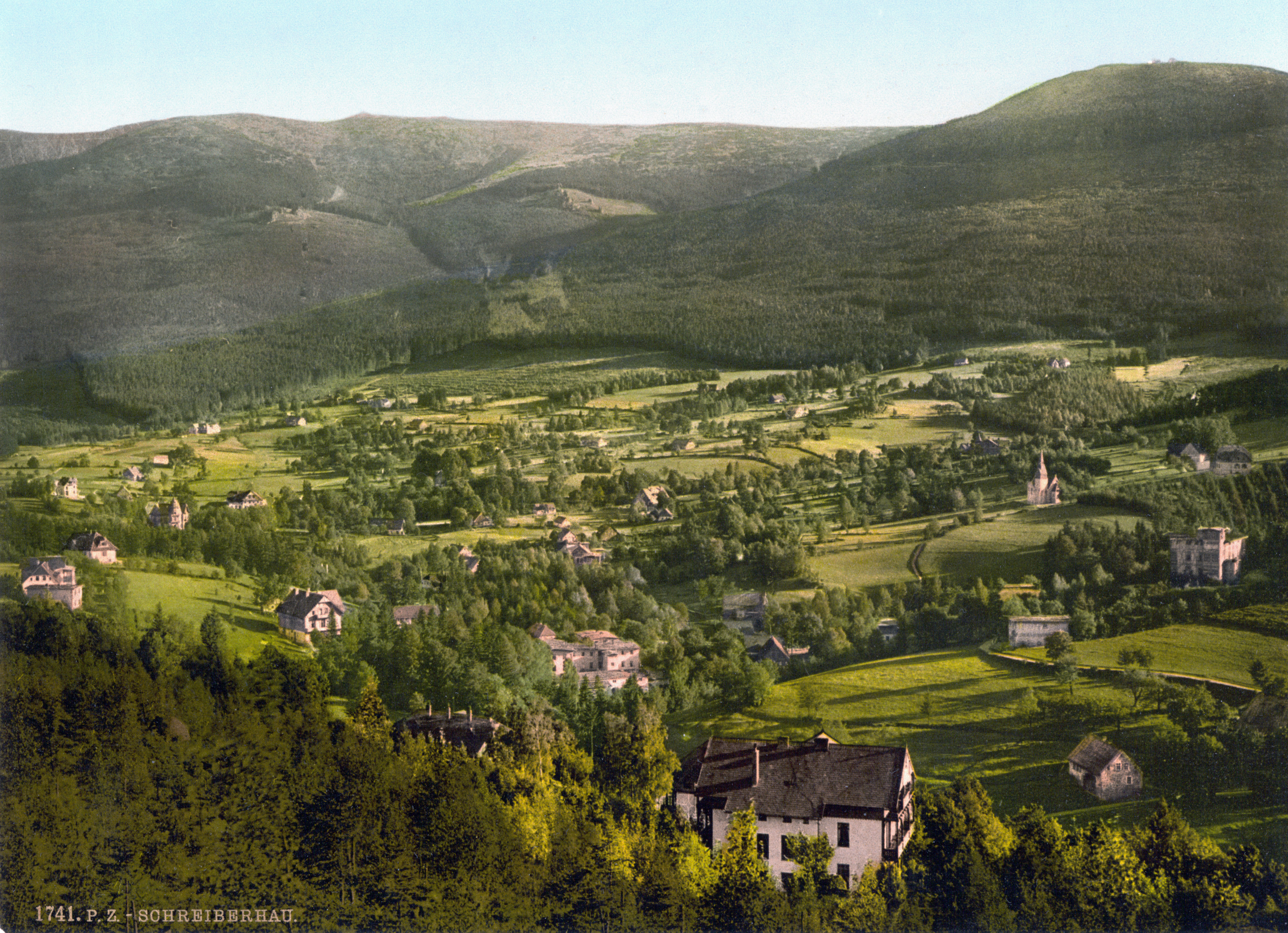
Szklarska Poręba, alors Schreiberhau, vers 1900.

Durant la seconde moitié du XVIe siècle, des réfugiés protestants en provenance du royaume de Bohême au sud s'installent dans le village et donne un nouvel élan à son développement. En 1575, la famille Friedrich, originaire de Chřibská, fonda une usine de verre ; par la suite, les cristalleries s'enfoncèrent dans la montagne. En 1617 la famille Preußler émigra depuis le versant sud des monts des Géants, alors en Bohême, et obtint des comtes de Schaffgotsch, seigneurs de Schreiberhau, la concession d'une fabrique itinérante de verre. Cette famille Preußler domina l'industrie du verre dans la région pendant 200 ans.
À la suite de la première guerre de Silésie, en 1742, la région était annexée par le royaume de Prusse ; plus tard, en 1815, elle fut incorporée dans la province de Silésie. En 1842, Franz Pohl, gendre du dernier Preußler, persuada le comte de Schaffgotsch d'installer une nouvelle fabrique de verre à Schreiberhau. Cette usine, appelée Josephinenhütte, devint la plus grande fabrique de verre en Silésie, tandis que Schreiberhau connut une grande expansion.

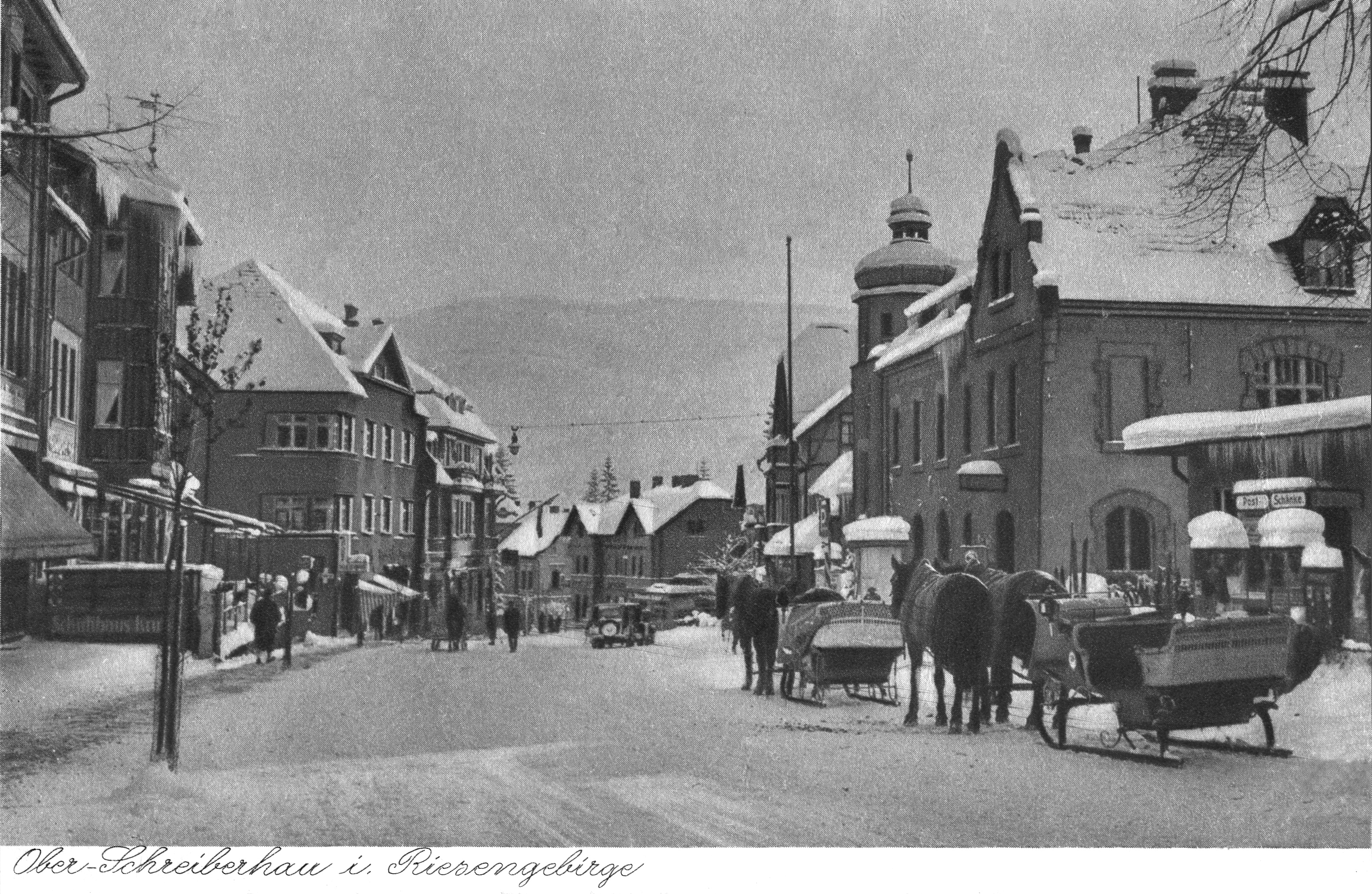
Schreiberhau vers 1940.

Depuis le XIXe siècle, le lieu est devenu une station de vacances est de sports d'hiver recherchée. Dans les années 1900, plusieurs artistes découvrent la beauté de la région et créent le groupe d'artistes de Schreiberhau dont notamment l'écrivain Gerhart Hauptmann et son frère Carl, les peintres Otto Mueller et Hermann Hendrich, ainsi que le poète John Henry Mackay. En 1922, plusieurs peintres et sculpteurs y ont fondé l'association des artistes St. Lukas. En 1925 les premiers Jeux Olympiques d'hiver des Travailleurs, organisés par la Confédération sportive internationale du travail se tinrent à Szklarska Poręba, avec la participation de 12 délégations.
Après la Seconde Guerre mondiale, Schreiberhau devient polonais et prend son nom actuel Szklarska Poręba (littéralement « verre clair »). Les habitants allemands furent expulsés et le village fut repeuplé par des Polonais. La société Josephinenhütte déménagea à Schwäbisch Gmünd, tandis que la fabrique de verre de Szklarska Poręba changea de nom et continua à fonctionner sous le nom Huta Szkła Julia avant d'être arrêtée et transformée en musée. Du 22 au 27 septembre 1947, la conférence constitutive du Kominform, l'agence d'information communiste, se tint dans le village. Szklarska Poręba a reçu les droits de ville en 1959.

## Sports

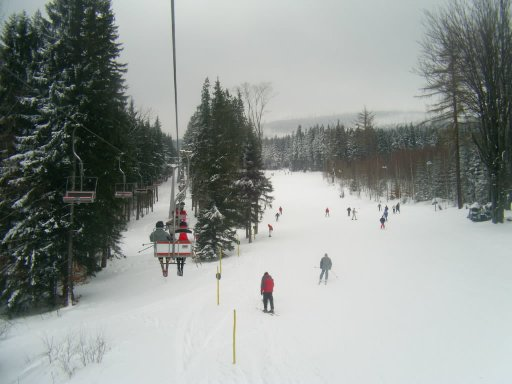
Remontée mécanique.

Les alentours de Szklarska Poręba sont enneigés plus de 100 jours par an ; les pistes permettent la pratique du ski de fond (nombreuses pistes touristiques et de compétition à Szklarska Poreba-Jakuszyce) et du ski alpin (7 pistes constituant le « Ski Arena Szrenica »). La station est prisée depuis l'entre-deux-guerres et est également l'une des favorites des Polonais. 
Le centre de sports de montagne randonnée, VTT et ski accueille la Bieg Piastów, une course de ski de fond marathon qui fait partie du calendrier de la Worldloppet. Szklarska Poręba a été l'un des lieux de compétition de la Coupe du monde de ski de fond 2013-2014.

## Transports
Une voie ferrée transfrontalière, l'ancienne Zackenbahn, y traverse les montagnes, reliant la ville de Jelenia Góra à Tanvald en Bohême. La ligne fut interrompue à la frontière quand la ville devint polonaise en 1945 mais elle a été remise en service en 2010 ; elle a un intérêt principalement touristique. 
La route route européenne 65 suit parallèlement la ligne ferroviaire et conduit à Prague.

## Jumelage
- Aulum-Haderup, commune de Herning, Danemark
- Bad Harzburg, Allemagne
- Harrachov, République tchèque
- Kořenov, République tchèque
- Augustów, Pologne